# Хвостатые червяги
Хвостатые червяги (лат. Rhinatrematidae) — семейство безногих земноводных, обитающих в Южной Америке.

## Описание
Общая длина представителей этого семейства колеблется от 16 до 33 см. Голова среднего размера, морда напоминает штыковую лопату, заострённая. Глаза относительно большие, находятся близко к щупальцам. Височные области на черепе частично открыты. Наделены двойной костью, связывающей и приводящей в движение верхнюю и нижнюю челюсти. Имеют вторичные и третичные кольца. Хвост довольно длинный, эта особенность и дала название всему семейству.
Окраска спины и брюха насыщенная, колеблется от серого до фиолетового цвета, у ряда видов с жёлтыми полосами по бокам.

## Образ жизни
Населяют тропические влажные леса, горные места с плотной лесной подстилкой и гниющей растительностью. Встречаются на высотах до 2000 м над уровнем моря. Всю жизнь проводят в земле, роя ходы в почве. Питаются различными беспозвоночными, попадающимися на пути.

## Размножение
Это яйцекладущие земноводные. Самки откладывают яйца на берегу, а развитие личинок происходит в воде.

## Распространение
Обитают в северной части Южной Америки от Колумбии до Французской Гвианы и Бразилии, а также в Перу.

## Классификация
На октябрь 2018 года в семейство включают 2 рода и 11 видов:
- Epicrionops Boulenger, 1883 — Мелкозубые червяги
  - Epicrionops bicolor Boulenger, 1883 — Жёлто-бурая червяга
  - Epicrionops columbianus (Rendahl & Vestergren, 1939) — Острозубая червяга
  - Epicrionops lativittatus Taylor, 1968 — Широкополосая червяга 
  - Epicrionops marmoratus Taylor, 1968 — Мраморная червяга
  - Epicrionops niger (Dunn, 1942) — Угольная червяга
  - Epicrionops parkeri (Dunn, 1942) — Червяга Паркера 
  - Epicrionops peruvianus (Boulenger, 1902) — Перуанская червяга
  - Epicrionops petersi Taylor, 196 — Детритовая червяга
- Rhinatrema Duméril & Bibron, 1841 — Разнозубые червяги
  - Rhinatrema bivittatum (Guérin-Méneville, 1838) — Разнозубая червяга
  - Rhinatrema ron Wilkinson & Gower, 2010
  - Rhinatrema shiv Gower, Wilkinson, Sherratt & Kok, 2010